# Canoa (inseto)

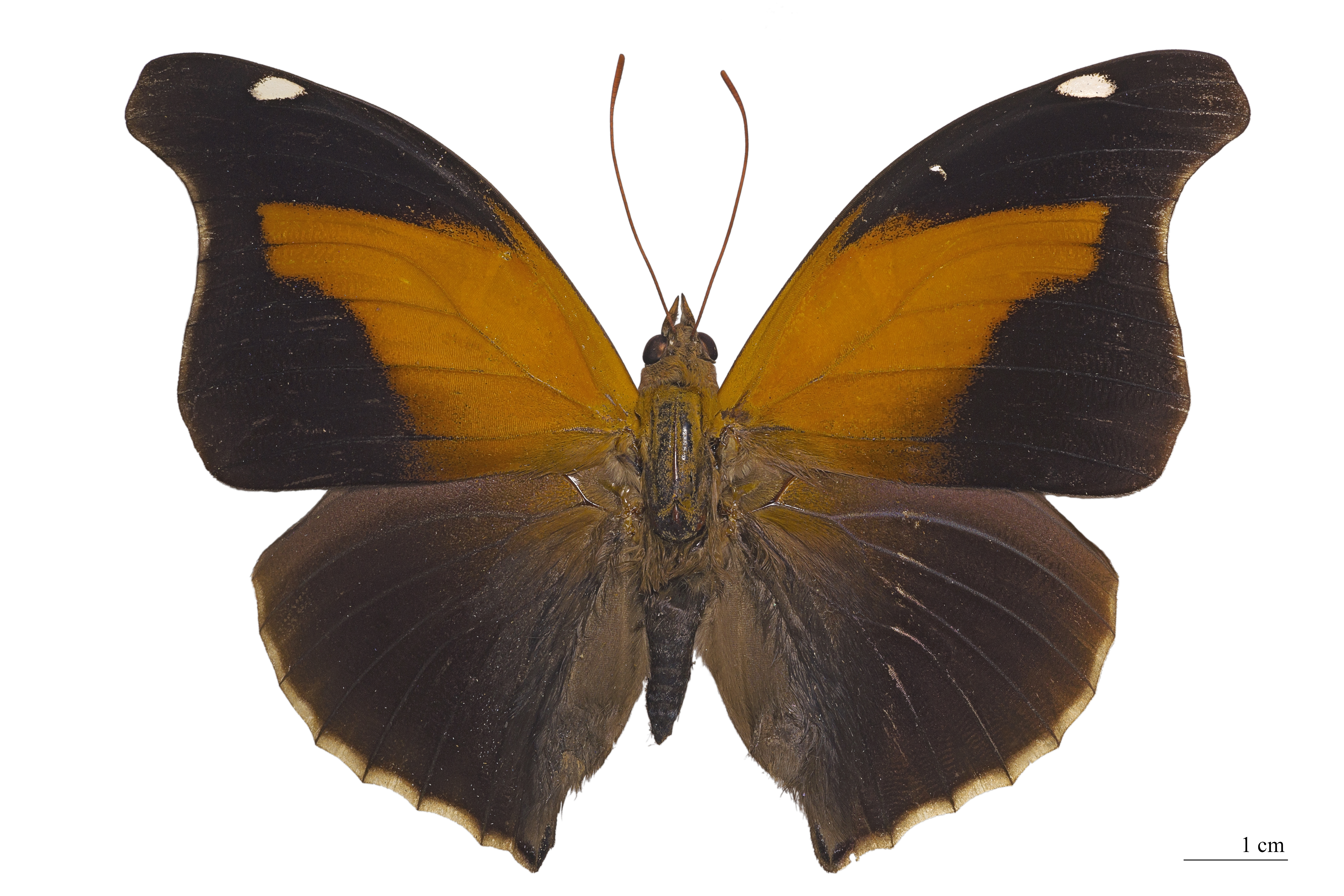
Canoa-amarela, Historis odius

Canoa é a denominação vernácula, dada na floresta tropical e subtropical úmida do Brasil, para insetos Lepidoptera; constituindo-se de borboletas da família Nymphalidae e gêneros Prepona, Archaeoprepona e Mesoprepona, cujas marcações das asas, em vistas superiores e em azul, lembram uma canoa de perfil, sendo chamadas canoa-azul; ainda se definindo canoa-amarela as borboletas da espécie Historis odius, canoa-de-umbaúba a espécie Historis acheronta e canoa-rosa a espécie Zaretis itys (também conhecida por borboleta-folha ou folha-seca).